# 270588 Laurieanderson
270588 Laurieanderson è un asteroide areosecante. Scoperto nel 2002, presenta un'orbita caratterizzata da un semiasse maggiore pari a 2,333791 UA e da un'eccentricità di 0,353167, inclinata di 6,101029° rispetto all'eclittica.